# Серийное производство

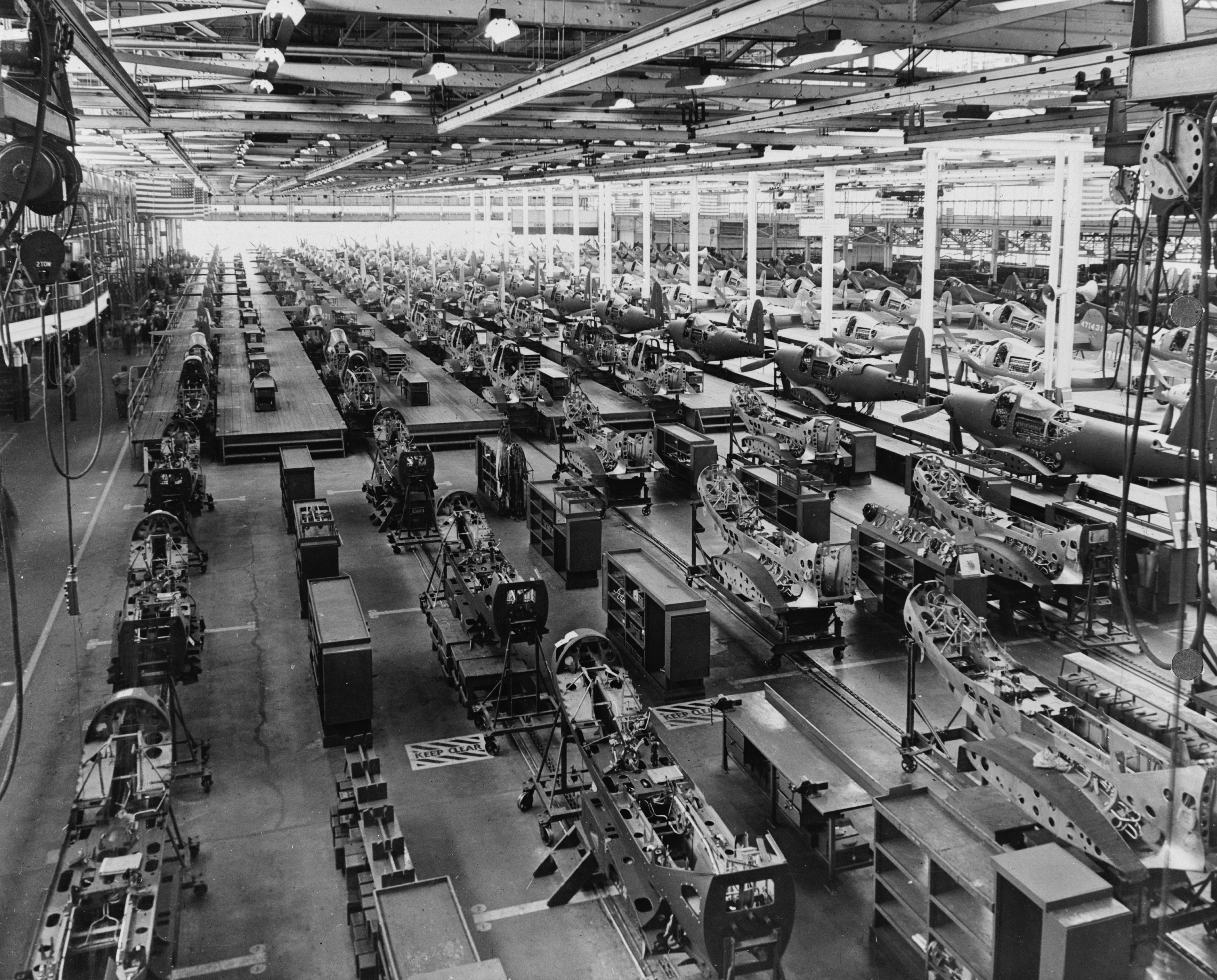
Сборочный завод Bell Aircraft Corporation в Уитфилде, штат Нью-Йорк.

Серийное производство — тип производства, характеризующийся ограниченным списком изделий, изготавливаемых или ремонтируемых периодически повторяющимися партиями, и сравнительно большим объёмом выпуска.
Партия или производственная партия — группа заготовок одного наименования и типоразмера, запускаемых в обработку одновременно или непрерывно в течение определённого интервала времени.
Серийное производство является основным типом современного производства, и предприятиями этого типа выпускается в настоящее время 75—80 % всей машиностроительной продукции. По всем технологическим и производственным характеристикам серийное производство занимает промежуточное положение между единичным и массовым производством.
Первый серийный самолёт советского производства — самолёт модели Р-1.

## Типы серийного производства
В зависимости от числа изделий в партии или серии и значения коэффициента серийности (коэффициента закрепления операций) различают единичное, мелкосерийное, среднесерийное, крупносерийное и массовое производство.
В зависимости от размеров партий выпускаемых изделий характер технологических процессов серийного производства может изменяться в широких пределах, приближаясь к процессам массового или единичного производства. Правильное определение характера проектируемого типа производства и степени его технической оснащённости, наиболее рациональных для данных условий конкретного серийного производства, является очень сложной задачей, требующей от технолога понимания реальной производственной обстановки, ближайших перспектив развития предприятия и умения проводить серьёзные технико-экономические расчёты и анализы.

## Оборудование и персонал
Объём выпуска предприятий серийного типа колеблется от единиц, десятков и сотен до тысяч регулярно повторяющихся изделий за определённые периоды времени — в зависимости от сложности изделий. Используется универсальное, специальное и частично специализированное оборудование. Широко используются станки с ЧПУ, обрабатывающие центры; находят применение гибкие автоматизированные системы станков с ЧПУ, связанными транспортирующими устройствами и управляемых с помощью ЭВМ. Оборудование расставляется по технологическим группам с учётом направления основных грузопотоков цеха по предметно-замкнутым участкам.
Технологическая оснастка, в основном универсальная, однако, по мере укрупнения серий, создаётся высокопроизводительная специальная оснастка. При этом целесообразность её создания должна быть предварительно обоснована технико-экономическими расчётами. Большое распространение имеет универсально-сборная, переналаживаемая технологическая оснастка, позволяющая существенно повысить коэффициент оснащённости серийного производства.
В качестве исходных заготовок используется горячий и холодный прокат, литьё в землю и под давлением, точное литьё, поковки и точные штамповки, прессовки — целесообразность применения которых также обосновывается технико-экономическими расчётами. Требуемая точность достигается как методом автоматического получения размеров, так и методами пробных ходов и промеров с частичным применением разметки.
Средняя квалификация рабочих выше, чем в массовом производстве, но ниже, чем в единичном. Наряду с рабочими высокой квалификации, работающими на сложных универсальных станках, и наладчиками, используются рабочие-операторы, работающие на настроенных станках.
Технологическая документация и техническое нормирование подробно разрабатывается для наиболее сложных и ответственных заготовок при одновременном применении упрощённой документации и опытно-статистического нормирования простейших заготовок.